# Alfons Galette
Alfons Galette (* 28. September 1914 in Straßburg; † 19. September 2006 in Plön) war ein deutscher Jurist und Politiker.

## Leben
Als Sohn eines 1914 im Ersten Weltkrieg gefallenen Referendars geboren, studierte Galette nach dem Besuch des Gymnasiums in Darmstadt Rechtswissenschaften in Hamburg und Frankfurt am Main. Während seines Studiums wurde er Mitglied der Hamburger Burschenschaft Alemannia Straßburg. Nach Referendariat und Kriegsdienst wurde er 1944 Regierungsrat im Kreis Plön und war dort 1943 bis 1945 die Vertretung des Landrats Meyer. 1948 wurde er in Kiel promoviert. Zwischen 1948 und 1961 war er als Ministerialrat im Kieler Innenministerium eingesetzt. Von 1961 bis 1979 war er Landrat des Kreises Plön und Mitglied der Konferenz der Gemeinden und Regionen in Europa.

## Ehrungen
- 1979: Großes Bundesverdienstkreuz
- 1979: Dr.-Johann-Christian-Eberle-Medaille in Gold

## Veröffentlichungen (Auswahl)
- Die Neugestaltung des Verfassungsrechts der deutschen Landkreise in der britisch besetzten Zone. Eine vergleichende Untersuchung zum preußisch-deutschen Kreisverfassungsrecht und zum System der englischen Lokalverwaltung. Dissertation Universität Kiel 1948.
- Kreis Plön. München 1982.
- General Lafayette in Wittmoldt: ein Leben für die Freiheit. Sönksen, Plön 1989, ISBN 3-927875-21-X.